# Carolella
Eugnosta là một chi bướm đêm thuộc phân họ Tortricinae của họ Tortricidae.

## Các loài
- Carolella bimaculana (Robinson, 1869)
- Carolella sartana (Hubner, 1823)

## Hình ảnh

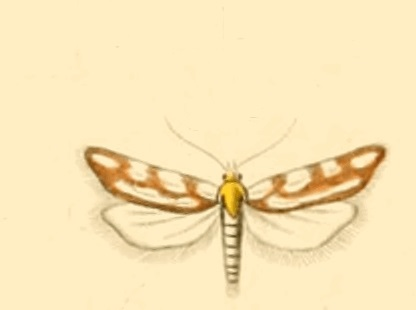